# M2 (stacja telewizyjna)
M2 – węgierska stacja stanowiąca własność Magyar Televízió, dzielące pasmo łączeniowe z ośrodkami regionalnymi na terenie całych Węgier. Stacja rozpoczęła działalność 18 sierpnia 1971 roku.